# Reel Music
Reel Music (с англ. — «Музыка на катушке», «Музыка с бобины») — сборник песен The Beatles, использованных в фильмах группы. Альбом был выпущен 22 марта 1982 в США лейблом Capitol Records (номер по каталогу SV 12199), а 23 марта 1982 в Великобритании лейблом Parlophone (номер по каталогу PCS 7218) — почти одновременно с повторным выходом на экраны кинотеатров фильма A Hard Day’s Night, который был «почищен» по изображению и снабжен стереофонической звуковой дорожкой, записанной в системе Dolby. Из особенностей выпусков альбома в разных странах можно отметить издание для Новой Зеландии, сделанное Parlophone (номер по каталогу PCS 7218), где внутренняя сторона обложки и буклет были взяты из оформления, сделанного для альбома Capitol.
Это был первый альбом The Beatles, вышедший после смерти Джона Леннона.

## Новые миксы
В альбоме было помещено несколько стерео-миксов, которые до того были недоступными в США или редкими:
- Первое издание в США британского стерео-микса песни «I Am the Walrus». В более ранних американских изданиях вступление в песне было сделано как моно-микс, хотя отредактированная британская версия появилась на американском альбоме Rarities двумя годами ранее;
- Официальный дебют в США песен «A Hard Day’s Night» and «Ticket to Ride» в «подлинно стереофоническом» звучании (англ. true stereo);
- Уникальный стерео-микс песни «I Should Have Known Better», с исправленной ошибкой, которая была в партии губной гармошки во вступлении. Эта версия присутствует только на версии альбома, выпущенной Capitol, и больше ни на каких других изданиях.

## Сингл
- Альбом сопровождался синглом «The Beatles Movie Medley» / «I'm Happy Just to Dance with You», обложка которого повторяла оформление самого альбома. На стороне «А» сингла помещено смонтированное попурри (англ. medley) из фрагментов семи песен с альбома: «Magical Mystery Tour», «All You Need Is Love», «You've Got to Hide Your Love Away», «I Should Have Known Better», «A Hard Day’s Night», «Ticket to Ride» и «Get Back». Предположительно это было сделано, чтобы составить конкуренцию популярному попурри из песен The Beatles, записанному голландской студийной поп-группой Stars on 45, вышедшему в феврале 1981 под названием «Stars on 45 Medley» и занимавшему первые места в чартах.
- Первоначально на стороне «Б» сингла планировалось поместить интервью с The Beatles под названием «Fab Four on Film», которое было записано во время съемок фильма A Hard Day’s Night в 1964. Однако Capitol/EMI Records не смогли получить необходимые разрешения для выпуска этого интервью на сингле, и вместо него незадолго до издания сингла на сторону «Б» была помещена песня «I'm Happy Just to Dance with You», которая присутствует в фильме A Hard Day’s Night, но не вошла на альбом Reel Music.

## Список композиций
Все песни написаны Джоном Ленноном и Полом Маккартни.
| №  | Название                            | Длительность |
| -- | ----------------------------------- | ------------ |
| 1. | «A Hard Day’s Night»                | 2:28         |
| 2. | «I Should Have Known Better»        | 2:42         |
| 3. | «Can't Buy Me Love»                 | 2:10         |
| 4. | «And I Love Her»                    | 2:27         |
| 5. | «Help!»                             | 2:17         |
| 6. | «You've Got to Hide Your Love Away» | 2:08         |
| 7. | «Ticket to Ride»                    | 3:06         |
| 8. | «Magical Mystery Tour»              | 2:48         |

| №   | Название                    | Длительность |
| --- | --------------------------- | ------------ |
| 9.  | «I Am the Walrus»           | 4:35         |
| 10. | «Yellow Submarine»          | 2:37         |
| 11. | «All You Need Is Love»      | 3:46         |
| 12. | «Let It Be»                 | 4:01         |
| 13. | «Get Back»                  | 3:09         |
| 14. | «The Long and Winding Road» | 3:36         |